# Área de serviço

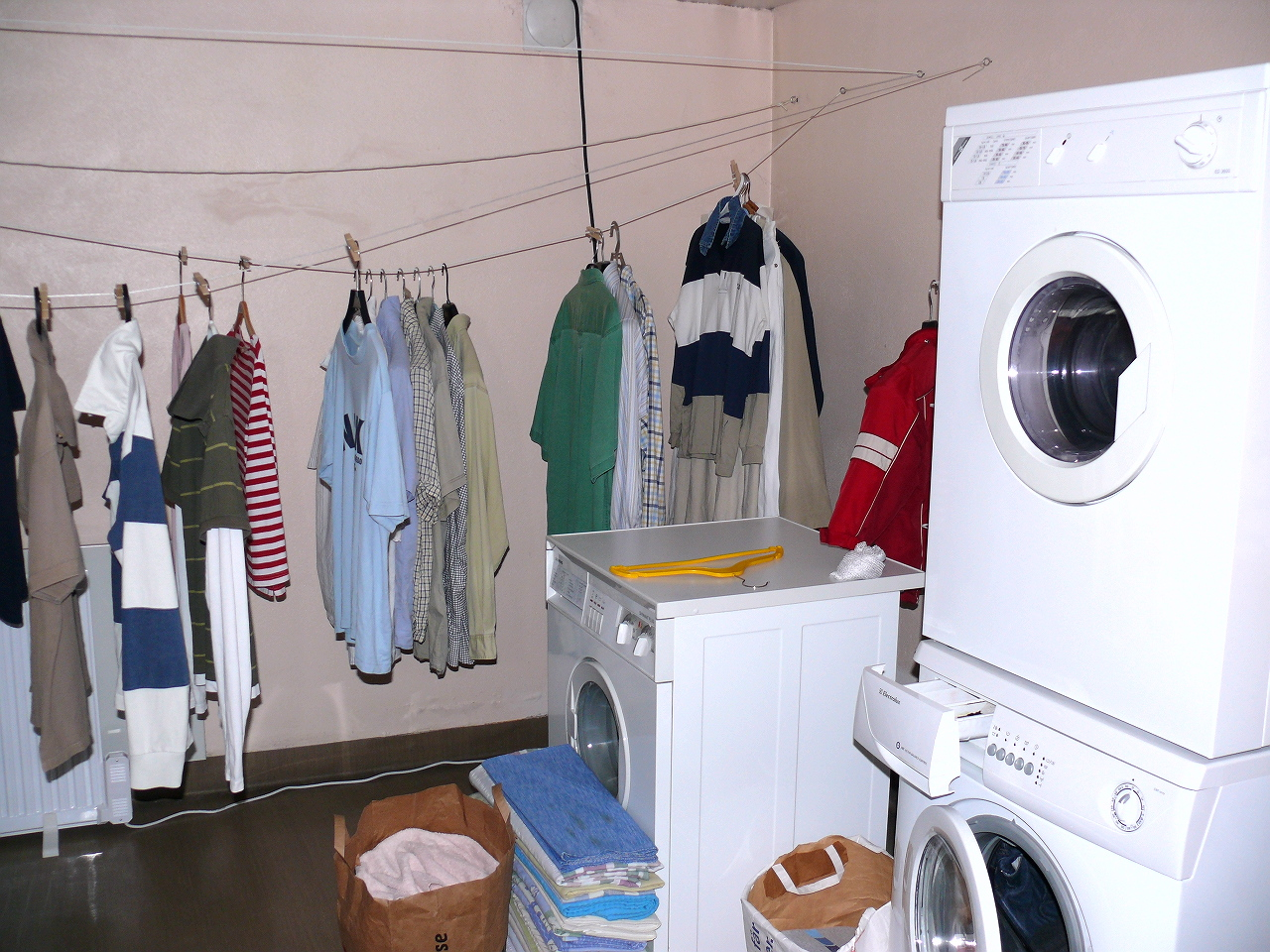
Exemplo de uma área de serviço.

A área de serviço, lavanderia (português brasileiro) ou lavandaria (português europeu) é o espaço de uma residência no qual são lavadas e passadas as roupas. No local são instalados o tanque, a máquina de lavar roupa e/ou a máquina de secar roupa, o varal e a mesa ou tábua de engomar. Este lugar pode estar o mesmo lugar no sótão de casa, isto não é muito comum no Brasil, mas é mais comum nos países da América do Norte, como Estados Unidos da América e Canadá.

## Lavagem de roupas pelo mundo

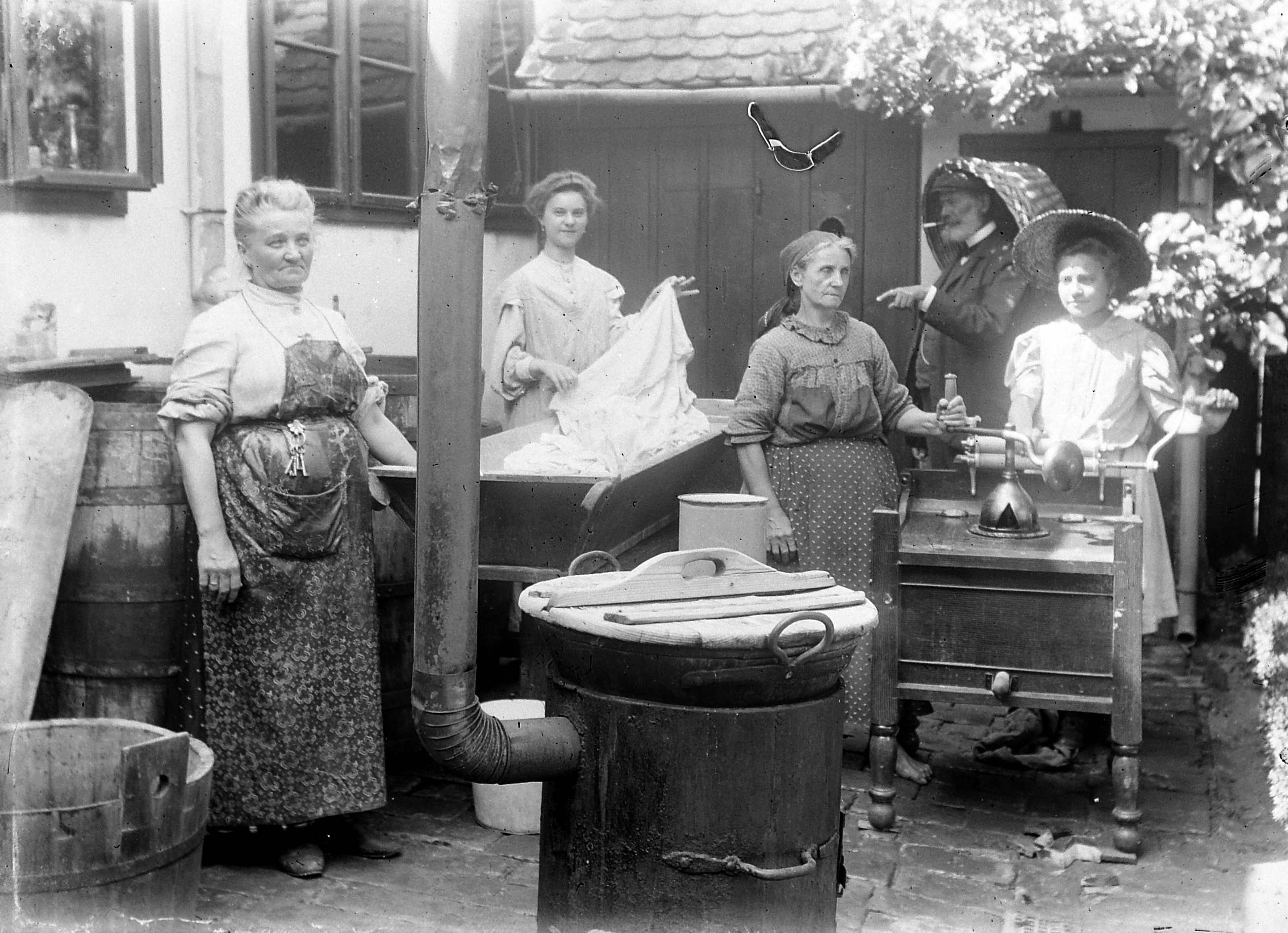
Mulheres trabalhando em área de serviço (1913)

No Brasil o termo lavanderia é geralmente utilizado para as lojas que prestam serviço de lavagem de roupa. O espaço reservado para: a máquina de lavar/secar, o tanque e demais itens de suporte para os produtos de limpeza, roupas sujas e acabamento das peças já limpas, geralmente é chamado de área de serviço. Diante da perda de espaço da área de serviço dos apartamentos as lojas chamadas lavanderias vêm ganhando espaço. E também as lavanderias compartilhadas, onde os moradores de prédios fazem o uso comum dessa área.
Na Irlanda e em vários países da Europa não há tanques e nem um espaço dentro da casa como área de serviço. Normalmente a máquina de lavar roupas fica na cozinha, no fundo da residência ou no quintal, em um local chamado shelter.

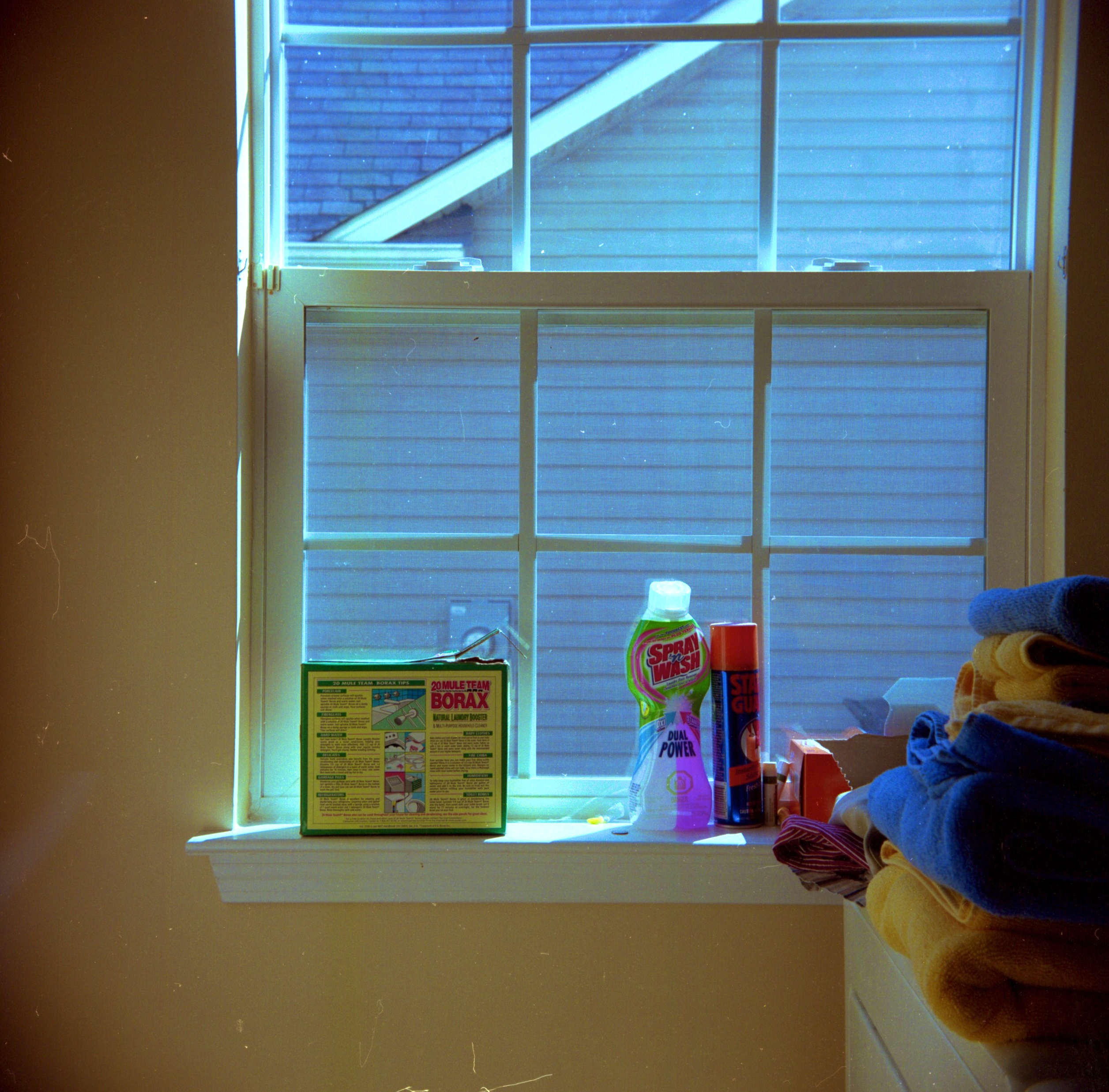
Detalhe de uma área de serviço

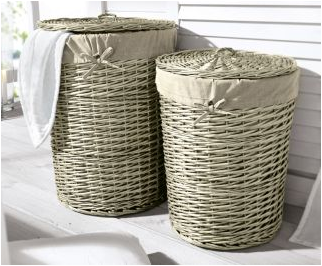
Cesto confeccionado em bambu para armazenar as roupas sujas na área de serviço.